# Ukrajinský levkoy
Ukrajinský levkoy je plemeno kočky domácí s velmi originálním vzhledem: je bezsrsté a se zahnutýma ušima. Plemeno není zatím uznáváno žádnou mezinárodní chovatelskou organizací, pouze ukrajinskými a ruskými chovatelskými kluby.

## Historie
Plemeno bylo vyšlechtěno na Ukrajině mezi roky 2000 až 2011. Chovatelka Elena Birjukova (původem z Ruska), zakladatelka tohoto plemene, chtěla vyšlechit kočku aby nejen splňovala její požadavky na vizáž ale i charakter. Jedná se o křížence několika plemen, přičemž dominantní roli sehráli donský sphynx a skotská klapouchá kočka. V dalších rolích byly třeba kočky orientálního typu a dokonce i nějaké nečistokrevné kočky. Po donském sphynxovi nese urajinský levkoy gen pro bezsrstost, po skotské klapouché kočce zase gen pro klapouchost (sklopení uší směrem dopředu). Při křížení byly použity i orientální krátkosrsté kočky a běžné domácí kočky. V roce 2005 bylo plemeno uznáno ukrajinskými chovatelskými kluby, v roce 2010 se pak přidaly i chovatelské kluby ruské.

## Popis
Jedná se o středně velké plemeno kočky domácí. Tělo má poměrně dlouhé a svalnaté a štíhlé, které tvoří úhlovou siluetu. Ukrajinský levkoy má holou kůži bez srsti, která je měkká a teplá, není příliš flexibilní a vrásčitá. Do specifických vlastností patří zahnuté uši, ale mohou mít také normální tvar (viz sekce Genetika a zdraví). Oči jsou mandlového tvaru. U koček, tohoto plemene je jasně viditelný pohlavní dimorfismus, kdy jsou samci větší než samice.

## Povaha
Tyto kočky jsou velmi přátelské a aktivní.

## Genetika a zdraví
Jelikož gen pro klapouchost je stejný, jaký nesou skotské klapouché kočky, týkají se i tohoto plemene zdravotní problémy spojené s tímto genem. Homozygotní kočky často trpí závažnými zdravotními problémy včetně deformace kostí a těžkými a bolestivými formami osteoartritidy. Proto se stejně jako u skotských klapouchých koček i u tohoto plemene páří vždy pouze klapouchý jedinec (heterozygot) a jedinec s rovnýma ušima. Zhruba polovina koťat pak nese gen pro klapouchost (heterozygoti), druhá polovina bude mít rovné uši.
Gen pro bezsrstost není spojen s žádnými zdravotními problémy. Zcela bezsrstá koťata však vyžadují zvláštní péči, neboť bývají slabší než ostatní.